# Conus dedonderi
Conus dedonderi é uma espécie de caracol marinho, um molusco gastrópode marinho da família Conidae, os caramujos cônicos, conchas cônicas ou cones.
Esses caracóis são predadores e venenosos. Eles são capazes de “picar” humanos.
A concha de C. Dedonderi é pequena, branca, rígida, em forma de cone, que pode variar entre 14 mm a 20 mm de comprimento.

## Distribuição
Esta espécie marinha ocorre ao largo do sul das Filipinas.